# Raggio di luna/Però che bello
Raggio di luna/Però che bello è il nono singolo dei Matia Bazar, pubblicato nel 1979.

## Il disco
Raggiunge la 18ª posizione nella classifica delle vendite dei singoli italiani del 1979.

## Raggio di luna
Con questa canzone il gruppo partecipa all'Eurovision Song Contest 1979 giungendo quart'ultimo.
Inizialmente il brano è stato inserito solo nell'edizione per il mercato tedesco dell'album Semplicità (Polydor Records catalogo 2374 145) del 1979 e, successivamente, in poche altre raccolte.
- Rayo de luna
Versione in spagnolo pubblicata in Spagna nel 1979 su 45 giri (catalogo Hispavox 45-1833) con lato B Esta tarde...que tarde[7].
- Moonshine
Versione in inglese pubblicata in Germania nel 1979 su 45 giri (catalogo Polydor Records 2040 238)[8], con testo di Michael Richard Brown e Graham Johnson[9].

Le versioni nelle diverse lingue, rimasterizzate, sono tutte contenute nella raccolta in CD Y decirse ciao... del 1999 e in quella in doppio CD Fantasia - Best & Rarities del 2011.

## Però che bello
Estratto dall'album Semplicità del 1978.

## Tracce
Scritte, composte ed arrangiate da tutti i componenti del gruppo. In particolare, i testi sono di Giancarlo Golzi e Aldo Stellita, le musiche di Antonella Ruggiero, Piero Cassano e Carlo Marrale.
Lato A
1. Raggio di luna – 3:41

Lato B
1. Però che bello – 4:12

## Formazione
- Antonella Ruggiero - voce solista
- Piero Cassano - tastiere, voce
- Carlo Marrale - chitarra, voce
- Aldo Stellita - basso
- Giancarlo Golzi - batteria

## Classifiche
| Classifica (1979) | Posizione raggiunta |
| ----------------- | ------------------- |
| Italia            | 33                  |